# 国鉄ワキ1000形貨車
国鉄ワキ1000形貨車（こくてつワキ1000がたかしゃ）は、1949年（昭和24年）から1956年（昭和31年）にかけて製作された、日本国有鉄道（国鉄）に車籍を有した30 t 積の貨車（有蓋車）である。
同時期に製作された有蓋緩急車であるワムフ100形についても本項目で解説する。

## 概要
本形式は、急行小口貨物列車で使用するため、戦前製のワキ1形を改良したボギー有蓋車である。
車体はワキ1形に準じ、停車中に短時間で荷役できるように側扉は片側2箇所とし、荷扱い主が車内で仕分け作業を行うため、採光用の側窓や電灯装置、貫通扉が設けられている。
台車はコストダウンのため、板バネ式ベッテンドルフ台車のTR41Bを使用している。最高速度は当初、ワキ1形と同じく85 km/h で運用される予定となっていたが、走行試験の結果、最高速度は75 km/h に制限された。

## 形式・形態別詳説

### ワキ1000形
ワキ1000 - ワキ1049
1949年（昭和24年）に50両が製作された。車体は戦前製ワキ1形最終増備車と同一で、側窓は9個（車体に5個、扉に4個）ある。当初は電灯装置は準備工事だけで急行便運用車を示すオレンジ色の帯や「急行便」表記はなかったが、急行貨物列車復活に際して整備された。
ワキ1050 - ワキ1349
1950年（昭和25年）に300両が製作された。側窓は車体に4個に減らされた。新製時から車軸発電機と蓄電池を用いた電灯装置を装備する。これにより、保守のために常備駅が決められる。
ワキ1350 - ワキ1549
1951年（昭和26年）に200両が製作された。側窓は廃止された。
ワキ1550 - ワキ1739
1952年（昭和27年）から1956年（昭和31年）に190両が製作された。側窓は車体に4個再び設けられた。

### ワムフ100形
1951年（昭和26年）7月18日に帝国車両にて60両（ワムフ100 - ワムフ159）、1953年（昭和28年）4月24日に日立製作所にて10両（ワムフ160 - ワムフ169）が新規製作された。
その後昭和28年度貨車更新修繕（1953年（昭和28年）5月8日通達）により15両（大宮工場にて10両、後藤工場にて5両）のワムフ1形を改造し本形式に編入された。（ワムフ170 - ワムフ184）
さらに昭和29年度貨車更新修繕（1954年（昭和29年）5月19日通達）により13両（大宮工場にて10両、後藤工場にて3両）のワムフ1形を改造し本形式に編入された。（ワムフ185 - ワムフ197）
1955年（昭和30年）7月14日に10両（ワムフ198 - ワムフ207）が新規製作された。
以上合計118両（ワムフ100 - ワムフ217）が在籍し、5タイプに分類できる。
ワムフ1形からの改造車は、扉にも窓がある。構造はワムフ1形に準ずるが、荷重15t積の有蓋緩急車で貨物室を縮小し、便所と洗面所を設けた。台車は乗り心地の面からTR24である。

## 改造

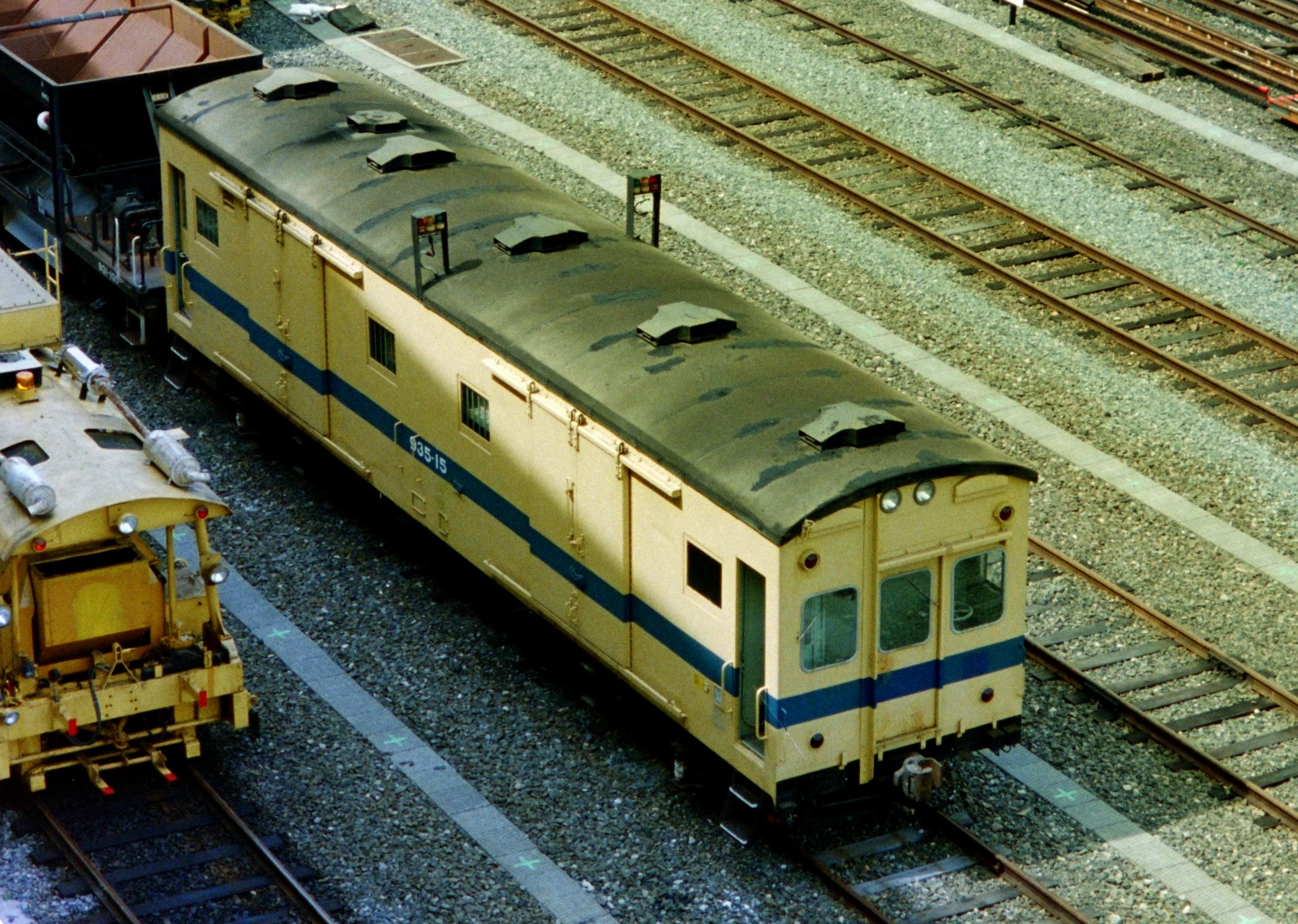
小郡駅（現・新山口駅）に停車中の新幹線935-15（1983年）

TR24台車への交換（計画のみ）
ワキ1000形の最高速度をワキ1形に合わせるため、ワキ1000形が装備しているTR41B台車をチキ1500形が装備しているTR24と交換する計画があったが、実現しなかった。
電灯装置変更
車軸発電機と蓄電池を用いた電灯装置は運用が不特定になりがちな貨車では保守が困難であった。このため、1953年（昭和28年）3月、ワキ1000形の発電機と蓄電池を撤去し、ワムフ100形から複数のワキ1000形に供給するように変更した。これにより、ワキ1000形における常備駅は解消された。
穀物バラ積輸送への転用
大きな荷重を活用し、穀物バラ積輸送への転用された車両も存在した。改造に際しては、側扉の内側に開閉式の堰板を設けた。荷役方式は、積込は扉上部と堰板の間から流し込み、荷卸は堰板を開いて流出させるものであった。東高島駅や越中島駅に常備され、ホキ2200形共に使用されたが、ホキ2200形の増備の進捗により、次第にホキ2200形に置き換えられた。
ヤ200形
脱線試験車で1959年（昭和34年）に1両が大宮工場で改造された。中央の床下に1軸台車を設置し、車内には測定装置が備えられ、妻面には開き戸を設置した。塗色は当初、黒に白帯だったが、後に青15号に変更された。その後はスラブ軌道試験車に転用されたが、1984年（昭和59年）に除籍された。除籍後しばらくは日野駅近くの鉄道総合技術研究所日野土木実験所に留置されていた。
新幹線935形貨車
新幹線用の救援車兼用緩急車で1972年（昭和47年）から1977年（昭和52年）にかけて18両が改造された。本形式からの改造車は8〜25である。1987年（昭和62年）4月の国鉄分割民営化に際しては東海旅客鉄道（JR東海）に9両、西日本旅客鉄道（JR西日本）に3両が継承されたが、1994年（平成6年）までに除籍された。なお、1〜7はワキ1形からの改造車である。
改造内容は、両妻面に窓追加（片側3個所ワイパー付き）、前照灯、尾灯、警報器追加、発電機追加（容量15 kVA）、車内暖房器追加等である。塗色は車体外部は黄1号に青15号の横帯に変更されている。
| 改造年   | 昭和40年度 | 昭和40年度 | 昭和40年度 | 昭和40年度 | 昭和40年度 | 昭和40年度 | 昭和40年度 |
| 改造工場 | 浜松工場   | 浜松工場   | 浜松工場   | 浜松工場   | 浜松工場   | 浜松工場   | 浜松工場   |
| 改造前   | ワキ40     | ワキ61     | ワキ284    | ワキ173    | ワキ204    | ワキ249    | ワキ262    |
| 改造後   | 935-1      | 935-2      | 935-3      | 935-4      | 935-5      | 935-6      | 935-7      |
| 台車     | TR8000     | TR8000     | TR8000     | TR8000     | TR8000     | TR8000     | TR8000     |

| 改造年   | 昭和46年度 | 昭和46年度 | 昭和46年度 | 昭和49年度 | 昭和49年度 | 昭和49年度 | 昭和49年度 | 昭和49年度 |
| 改造工場 | 浜松工場   | 浜松工場   | 浜松工場   | 鹿児島工場 | 小倉工場   | 小倉工場   | 小倉工場   | 鹿児島工場 |
| 改造前   | ?          | ?          | ?          | ワキ1583   | ワキ1699   | ワキ1678   | ワキ1696   | ワキ1700   |
| 改造後   | 935-8      | 935-9      | 935-10     | 935-11     | 935-12     | 935-13     | 935-14     | 935-15     |
| 台車     | TR8006A    | TR8006A    | TR8006A    | TR8006D    | TR8006D    | TR8006D    | TR8006D    | TR8006D    |

| 改造年   | 昭和51年度 | 昭和51年度 | 昭和51年度 | 昭和51年度 | 昭和51年度 | 昭和51年度 | 昭和51年度 | 昭和51年度 | 昭和51年度 | 昭和51年度 |
| 改造工場 | 浜松工場   | 浜松工場   | 浜松工場   | 浜松工場   | 浜松工場   | 浜松工場   | 浜松工場   | 浜松工場   | 浜松工場   | 浜松工場   |
| 改造前   | ワキ1193   | ワキ1335   | ワキ1101   | ワキ1251   | ?          | ?          | ワキ1589   | ワキ1296   | ?          | ?          |
| 改造後   | 935-16     | 935-17     | 935-18     | 935-19     | 935-20     | 935-21     | 935-22     | 935-23     | 935-24     | 935-25     |
| 台車     | TR8006D    | TR8006D    | TR8006D    | TR8006D    | TR8006D    | TR8006D    | TR8006D    | TR8006D    | TR8006D    | TR8006D    |

## 運用の変遷
本系列は1950年（昭和25年）からワキ1形・ワムフ1形と共に急行小口扱列車で使用され、設定に際してはオレンジ色の帯や「急行便」表記が追加された。しかし、2段リンク式走り装置を使用した2軸車が増加すると速度面でも遜色がなくなり、1965年（昭和40年）9月にはオレンジ色の帯や「急行便」表記が廃止された。その後は単なる大型汎用有蓋車として使われ、1971年（昭和46年）から廃車が始まり、ワキ1000形は1984年（昭和59年）に全廃され、ワムフ100形も1986年（昭和61年）に全廃された。